# آملی مورسمو
آملی سیمون مورسمو (به فرانسوی: Amélie Simone Mauresmo) (متولد ۵ ژوئیهٔ ۱۹۷۹) تنیسوری حرفه‌ای فرانسوی است. او درگذشته در ردهٔ اول بهترین تنیسورهای جهان قرار داشت. او تا کنون برندهٔ دو عنوان گرنداسلم انفرادی شده است؛ قهرمانی در آزاد استرالیا و قهرمانی ویمبلدون.
مورسمو در تاریخ ۱۳ سپتامبر ۲۰۰۴ به ردهٔ یک جهان راه یافت و برای پنج هفته این مقام را در اختیار داشت. پس از ایجاد سامانهٔ رده‌بندی رایانه‌ای، او چهاردهمین تنیسور زن با رتبهٔ یک بود. او به خاطر بک‌هندهای تک‌دست قوی و بازی کنار تور خود مشهور است.